# Heinz Stamer (Fußballspieler)
Heinz Stamer (* 13. August 1942 in Mirow; † 24. August 2021 in Leipzig) war ein deutscher Fußballspieler im Sturm. Er spielte für den 1. FC Lokomotive Leipzig in der DDR-Oberliga.

## Karriere
Stamer spielte in seiner Jugend von 1952 bis 1960 bei seiner Heimatmannschaft BSG Traktor Mirow. Anschließend ging er im Rahmen seines Wehrdienstes zur ASG Vorwärts Neubrandenburg, mit der er in der zweitklassigen DDR-Liga spielte. 1964 wechselte er innerhalb der Liga zum SC Cottbus. Bereits in seiner ersten Saison 1964/65 schoss Stamer sechs Tore in 17 Spielen. 1965/66 traf er in 23 Saisonpartien siebenmal und blieb auch bei dem Übergang zur BSG Energie bei Cottbus. In der folgenden Spielzeit 1966/67 konnte Stamer sich noch einmal deutlich steigern und auf sich aufmerksam machen. In 28 Spielen erzielte er 21 Tore. In seiner letzten Saison bei Cottbus kam er jedoch nur noch in acht Spielen zum Einsatz (2 Tore) und wechselte 1968 zum Oberligisten 1. FC Lokomotive Leipzig. Dort debütierte er in der Saison 1968/69 am 9. November 1968, als er am 13. Spieltag beim 2:0-Sieg über den 1. FC Union Berlin in der Startelf stand. Seinen zweiten und letzten Einsatz hatte Stamer am 1. März 1969 nach einer Einwechslung im Spiel gegen Hansa Rostock, das mit einer 5:0-Niederlage endete. Am Ende der Saison stand der Abstieg in die DDR-Liga fest. Außerdem spielte Stamer auch international im Messestädte-Pokal 1968/69. Weil Leipzigs Gegner Kjøbenhavns Boldklub seine Teilnahme zurückzog, kam man direkt in die zweite Runde, wo Hibernian Edinburgh der Gegner war. Stamer stand sowohl im Hin- als auch Rückspiel in der Startelf. Leipzig verlor beide Spiele und schied damit aus dem Wettbewerb aus. In der folgenden Saison war Stamer auch in der DDR-Liga nur Ergänzungsspieler und kam 1969/70 nur zweimal zum Einsatz und erzielte ein Tor. 1970/71 kam er in der Oberliga nicht mehr zum Einsatz.